# Brooker (Floride)

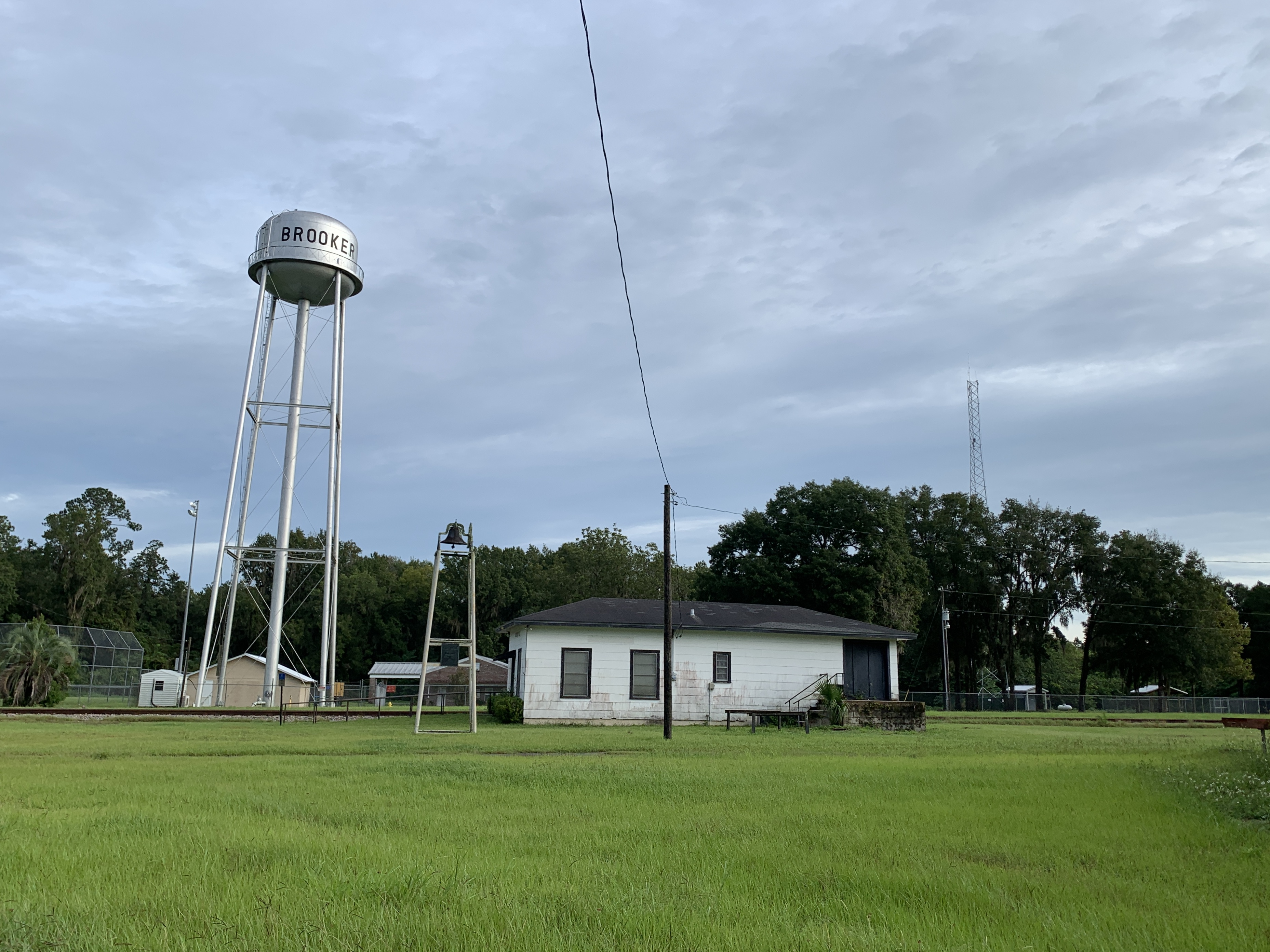
Brooker

Pour les articles homonymes, voir Brooker.
Brooker est une ville américaine située dans le comté de Bradford en Floride.

## Démographie
| 1950 | 1960 | 1970 | 1980 | 1990 | 2000 |
| ---- | ---- | ---- | ---- | ---- | ---- |
| 277  | 292  | 340  | 429  | 312  | 352  |

| 2010 | - | - | - | - | - |
| ---- | - | - | - | - | - |
| 338  | - | - | - | - | - |

Selon le recensement de 2010, Brooker compte 338 habitants. La municipalité s'étend sur 0,53 milles carrés (1,37 km2).